# لنج أباد
لنج أباد هي قرية في مقاطعة مشكين شهر، إيران. عدد سكان هذه القرية هو 98 في سنة 2006.